# Бульмеринг, Август фон
Август фон Бульмеринг (нем. August von Bulmerincq; 1822—1890) — юрист, заслуженный профессор международного права Дерптского университета и профессор Гейдельбергского университета; публицист.

## Биография
Родился 31 июля (12 августа) 1822 года в Риге в семье купца 1-й гильдии.
После получения первоначального домашнего образования, был определён в частное учебное заведение, а с 1838 года учился в Рижской гимназии, которую окончил первым учеником. С 1841 по 1845 год учился на юридическом факультете Дерптского университета. Получил степень кандидата только в 1847 году, представив кандидатское сочинение «Der Beweis im Criminalprocesse; eine rechtsphilisophische Betrachtung». 
Затем он слушал лекции в Кёнигсберге, Берлине, Бонне и Гейдельберге и вернувшись в Ригу 16 июля 1848 года поступил на службу в Рижский магистра аускультантом; 27 октября 1848 года был назначен вторым нотариусом ландфогтейского суда; с 1850 до 1853 года был секретарём уголовной палаты в Риге.
В ноябре 1853 года получил степень магистра и 14 ноября 1854 года стал штатным приват-доцентом в Дерптском университете; в 1856 году, после защиты 30 мая диссертации и получении степени доктора прав, был утверждён с 3 сентября в звании экстраординарного профессора и получил право на заграничную командировку в 1857 году. С 26 июля 1858 года — ординарный профессор. Более 20 лет преподавал международное и государственное право. Трижды он был председателе апелляционного и ревизионного суда; в 1866 году — деканом; в 1867—1870 годах занимал должность проректора.
С 1863 года редактировал «Baltische Wochenschrift für Landwirthschaft, Gewerbfleiss und Handel Liv.-Est.- und Curlands». В 1873 году он стал одним из учредителей «Institut de droit international» в Генте, в деятельности которого принимал весьма видное участие.
В 1875 году, по выслуге 25 лет, несмотря на единогласное избрание его Дерптским университетом на дальнейший срок службы, предпочёл выйти в отставку со званием заслуженного профессора.
До 1882 года жил в Висбадене. Когда скончался Иоганн Каспар Блюнчли, Гейдельбергский университет обратился к нему с предложением занять открывшуюся кафедру, и Бульмеринг с 13 декабря 1881 года в течение последних восьми лет своей жизни преподавал в нём государственное и международное право. 
Умер 18 августа 1890 года в Штутгарте.

## Научные работы
Труды Бульмеринга, небольшие по объему, по особенностям его слога читаются нелегко, но отличаются богатством содержания и все свидетельствуют о громадном трудолюбии и начитанности их автора. Уже в первых его трудах: «Das Asylrecht in seiner geschichtlichen Entwickelung» (Дерпт, 1853) и «De natura principiorum juris inter gentes positivi» (Дерпт, 1856), ясно выразилось основное направление Бульмеринга, как строгого юриста, опирающегося на положительный материал, даваемый трактатами и законами, и стремящегося к изгнанию из международного права политических элементов и соображений и к возведению его на ступень чисто юридической системы. 
Дальнейшие его сочинения: «Die Systematik des Völkerrechts» (т. I, Дерпт, 1858) и «Praxis, Theorie und Codifikation des Völkerrechts» (Лейпц., 1874), имеют своим предметом критику литературы международного права, делают попытку к научной систематизации его, как дисциплины юридической, и служат подготовительными работами к его курсу — «Völkerrecht», который он напечатал лишь в 1884 году в известном собрании Марквардсена: «Handbuch des öffentlichen Rechts» (т. I, Фрейбург). Соединяя чрезвычайную сжатость с обилием материала, эта книга может быть названа одним из лучших конспектов по международному праву того времени, но конспектом, предназначенным не для начинающих, а для лиц, хорошо уже знакомых с этим предметом. 
Мысль о необходимости и неизбежности внесения в международные отношения юридического начала Бульмеринг отстаивал и на съездах Института. На съезде в Гейдельберге (1887) он был избран в председатели этого ученого общества, и тогда же был принят выработанный им проект международного устава о призах, в котором проводится мысль о преобразовании призовых судов из национальных в международные, и притом с характером не политическим или административным, а строго юридическим. 
Затем Бульмеринг принял на себя роль докладчика по другому трудному и важному вопросу — о судебной реформе в смешанных процессах на Востоке, но тут успел только наметить общую программу и напечатать в 3-м томе «Handbuch des Völkerrechts» Гольцендорфа свою столь обильную материалами монографию о консулах во всех странах мира. И здесь он ратовал за сближение и объединение национальных консульских уставов в единый международный о них регламент.
Названными сочинениями не исчерпывается учёно-литературная деятельность Бульмеринга; его многочисленные статьи и монографии рассеяны почти по всем ведущим юридическим изданиям Германии.